# Aenictus camposi
Aenictus camposi es una especie de hormiga guerrera del género Aenictus, familia Formicidae. Fue descrita científicamente por Wheeler & Chapman en 1925.
Se distribuye por Borneo, China, Indonesia, Malasia, Filipinas y Tailandia. Se ha encontrado a elevaciones de hasta 260 metros. Habita debajo de troncos húmedos y podridos.